# Conrad Ricamora
Conrad Wayne Ricamora (ur. 17 lutego 1979 w Santa Maria) – amerykański aktor i piosenkarz, występował w roli Olivera Hamptona w dramacie sądowym stacji ABC Sposób na morderstwo.

## Życiorys
Urodził się w Santa Maria w stanie Kalifornia jako syn Debbie Bolender, pracowniczki socjalnej, i Rona Ricamora, który był w US Air Force. Jego ojciec jest pochodzenia filipińskiego, urodził się w Manili i przeniósł do USA, gdy miał 10 lat, a matka jest pochodzenia niemiecko-irlandzkiego.
Na początku swojej kariery wystąpił z Willem Ferrellem i Johnem C. Reilly w komedii sensacyjnej Adama McKaya Ricky Bobby – Demon prędkości (Talladega Nights: The Ballad of Ricky Bobby, 2006).
W 2013 zagrał rolę Ninoy Aquino w off-broadwayowskim musicalu Here Lies Love, za co wygrał Nagrodę Świata Teatru oraz został nominowany do Lucille Lortel Award w kategorii najlepszego aktora w musicalu.
W 2014 został obsadzony do epizodycznej roli Olivera Hamptona, kochanka Connora Walscha, w dramacie sądowym stacji ABC Sposób na morderstwo. Kontynuował gościnne występy w drugim sezonie, a 18 marca 2016 dołączył do stałej obsady w trzecim sezonie.
W 2015 debiutował na Broadwayu na deskach Vivian Beaumont Theater w roli Lun Tha, jednego z pary sekretnych kochanków, w sztuce Król i ja (The King and I), napisanej przez Rogers and Hammerstein, wyreżyserowanej przez Barletta Shera. Nagranie musicalu przez obsadę z 2015 roku otrzymało nominację do Nagrody Grammy za Najlepszy Album Teatru Musicalowego.

## Filmografia

### Film
| Rok  | Nazwa                         | Rola       | Uwagi |
| ---- | ----------------------------- | ---------- | ----- |
| 2006 | Ricky Bobby – Demon prędkości | Oficer DMV |       |

### Telewizja
| Rok       | Nazwa                | Rola           | Uwagi                                                              |
| --------- | -------------------- | -------------- | ------------------------------------------------------------------ |
| 2014–2020 | Sposób na morderstwo | Oliver Hampton | 82 odcinki (rola epizodyczna, sezon 1–2; główna obsada, sezon 3–6) |

### Teatr
| Rok          | Nazwa          | Rola         | Uwagi                                                                                 |
| ------------ | -------------- | ------------ | ------------------------------------------------------------------------------------- |
| 2013-2015    | Here Lies Love | Ninoy Aquino | Nagroda Świata Teatru Nominacja–Lucille Lortel Award za Najlepszego Aktora w Musicalu |
| 2015–obecnie | The King and I | Lun Tha      | Nagroda Grammy Nominacja–Najlepszy Album Teatru Musicalowego                          |